# Gato persa
El persa es una raza de gato caracterizada por tener una cara ancha y plana y un gran abundante pelaje de variados colores. Son considerados comúnmente como gatos aristocráticos (el 75% de los gatos de pedigree registrados son persas). Los primeros gatos persas fueron introducidos en Italia desde Persia (actualmente Irán, Tayikistán y Afganistán) en la década de 1620 y a sus descendientes se les llamó de muchas maneras. La rama persa actual se desarrolló a finales de 1800 en Inglaterra y proviene del gato de Angora turco.

## Historia
En general, no se sabe cuándo aparecieron por primera vez los gatos de pelo largo, ya que no hay gatos salvajes africanos (que se cree que son los antepasados de los gatos domésticos), con el pelo largo. La aristocracia del siglo XIX pedía gatos de pelo largo, y el gen responsable del pelo largo se introdujo a través de la hibridación con el gato de Pallas. Los primeros antepasados documentados de los persas fueron importados de Jorasán, Persia, en Italia en 1620 por Pietro della Valle, y del gato de Angora (hoy Ankara), por parte de Turquía en Francia, por Nicholas Claude Fabri de Peiresc en la misma época. Los gatos de Jorasán estaban cubiertos de gris, mientras que los de angora eran blancos. De Francia pronto llegó a Gran Bretaña. También se importaron a Europa gatos de pelo largo provenientes de Afganistán, Birmania, China y Rusia. El cruce de los diferentes tipos eran comunes, especialmente entre los gatos de angora y los persas.

## Características

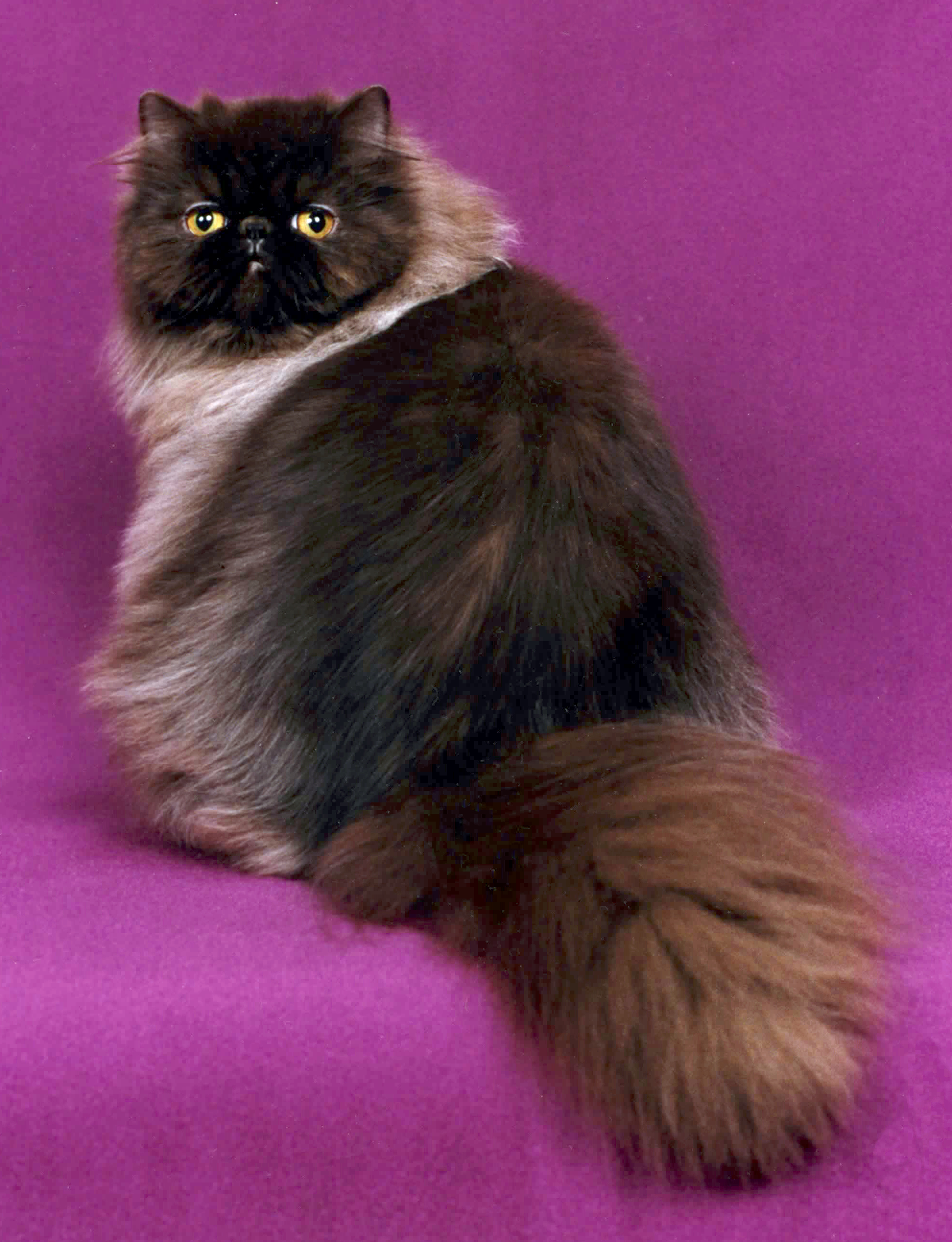
Gato persa de color chocolate.

Se caracteriza por ser de un tamaño mediano a grande. Tiene la cabeza redonda, maciza y el cráneo ancho. El frente es redondeado y los pómulos son fuertes y prominentes. Tiene el hocico corto y el mentón fuerte y lleno. Los ojos son grandes, redondos, bien abiertos y entre más separados mejor, de un color muy intenso y brillante. La posición de la nariz debe estar asimétrica pero muy importante que se encuentre a la altura de los ojos y profundidad "nariz (chata)" para un gato de exposición. Las orejas del gato persa son pequeñas y redondeadas, estas deben estar en posición "V" asimétricas en la cabeza. En las puntas cubiertas de pelo que nace de dentro hacia afuera y así pasan desapercibidas y muy estéticas, confundidas con el pelo largo del lomo, patas y la cabeza.
El cuerpo del gato persa es musculoso y redondeado y tiene una estructura ósea robusta. El mejor tipo de cuerpo en esta raza es compacta y se le conoce como "cuerpo Corby" Destaca por encima de las patas que son pequeñas y gruesas.
Tiene el pelo abundante, espeso, largo y de tacto sedoso. Además, es frecuente que se les caiga bastante pelo debido a su abundancia. La cola es peluda y redondeada en el extremo. La cola no debe pasar en distancia por adelante de la mitad de su cuerpo (cola corta) Así, podemos decir que los gatos persas no destacan por ser esbeltos sino más bien macizos, redondeados y robustos.
El gato persa puede ser de colores muy variados. Hay gatos persas de un solo color igualado (sólidos), intenso y sin tonos más claros, como el negro, el blanco, el azul, el chocolate, el lila, el rojo y el crema. También pueden ser de colores variados(bicolores o con modalidades diferentes entre de franjas y colores llamados Tabby, que es el dibujo que tienen en el pelaje, los machos solo pueden poseer dos colores, mientras que las hembras hasta tres por ejemplo (calico = rojo, negro, blanco), aunque existen casos de machos bicolores y tricolores pero en esos casos el gato macho es estéril. Existen los persas himalayos, que los distingue su color azul con tintes oscuros que remarcan en sus orejas, cola, las puntas de sus patas y sus rostros, a esto se le llama (punto) por ejemplo = red point
Los actuales gatos persas son de cuerpo compacto (corby). Tienen un hocico respingón en una gran cabeza redonda. Su abundante y exuberante pelaje es su principal característica, tienden a mudar en temporadas y para mantener la calidad del pelaje es sumamente importante cepillarlos todos los día como recomendación. Estos gatos son familiares, les encanta estar con los niños. Es un gato faldero. Los baños regulares son también adecuados y existen técnicas especiales para eliminar el exceso de grasa en el pelo así como la limpieza correcta de oídos y rostro. (consultar especialista (criaderos). Para evitar la grasa, tratar de no peinar la cola ya que es ahí donde más segregan grasa. Para sacarsela, a la hora del baño es recomendable usar detergente para platos ya que es desengrasante y no es perjudicial para el gato.
Existen también los persas himalayos, estos difieren de los persas en el pelaje. Un gato persa himalayo tiene todas las características de un persa pero su pelaje es similar en color a los siameses. Un himalayo presenta las mismas variantes de color que los siameses, pudiendo denominarse en función del color de las partes distales (azul, chocolate, rojo, lila, etc.) Los distingue con tintes oscuros que remarcan en sus orejas, cola, las puntas de sus patas y sus rostros, a esto se le llama (punto o point) por ejemplo = red point
Los gatos himalayos tienen los ojos azules, el punto de color o colorpoint debe estar en sus orejas, patas, lomo y cola y el resto del pelaje debe ser blanco o crema. Los puntos de color más comunes son: chocolate, lila, crema, rojo, concha de tortuga carey (o tortieshell), black, azul y bicolor.
Los gatos persas son de carácter tranquilo, se les dice tigres del sofá porque les gusta dormir y descansar. Esta raza de gatos exige cuidado y dedicación por parte de los dueños.
Su crianza es difícil, el periodo de gestación es de aproximadamente 64 días y la camada es de 1 a 6 gatitos. Los gatitos suelen separarse alrededor de los tres meses de la madre.
Es presumido por naturaleza, se trata de la raza de gatos con el carácter más tranquilo, sosegado y cariñoso, de naturaleza afable, congenia tanto con los humanos como con otros animales.
Tiene un temperamento excepcionalmente apacible y doméstico que nunca ha conocido los instintos salvajes típicos de sus parientes felinos. Es tranquilo y se pasa la mayor parte del día durmiendo, con muchas horas diarias de sueño. Le gusta hacer ostentación de su belleza.

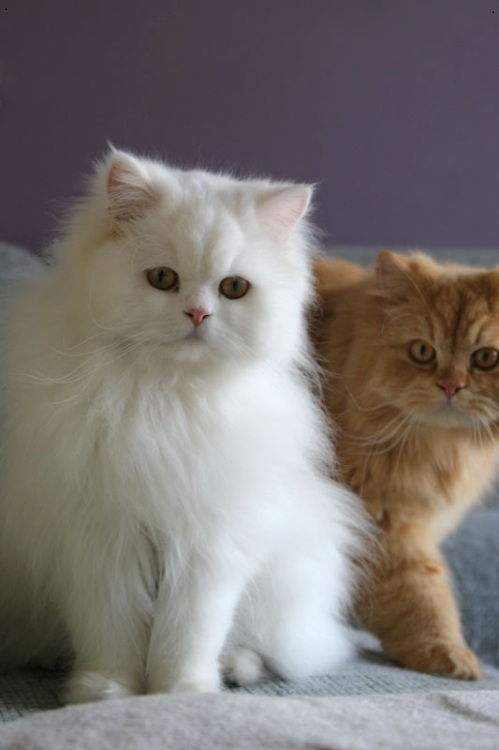
Dos gatos persas tradicionales.

## Padecimientos
Esta especie felina puede tener un padecimiento conocido como enfermedad renal poliquística, también conocida por sus siglas en inglés PKD (Poliquistic Kidney Disease). Es una enfermedad genética y afecta a los riñones produciendo en estos numerosos quistes, los cuales pueden desencadenar con el paso del tiempo un fallo renal, por lo que es muy importante realizar un diagnóstico precoz.
Uno o los dos riñones del gato desarrollan unos quistes llenos de líquido. Dichos quistes van creciendo y destruyendo el tejido sano que los rodea, llegando a afectar la función de estos órganos y desencadenado una insuficiencia renal irreversible.
Al ser una enfermedad genética pídale a su criador que le presente los certificados negativos de sus ancestros.

## Variedades de las razas
De acuerdo con la clasificación de razas de dicha asociación, el gato persa pertenece, junto con el gato exótico, a la Categoría I, pudiéndose dar las siguientes variedades en las razas puras (según su color):
- n.º 1 Persa negro

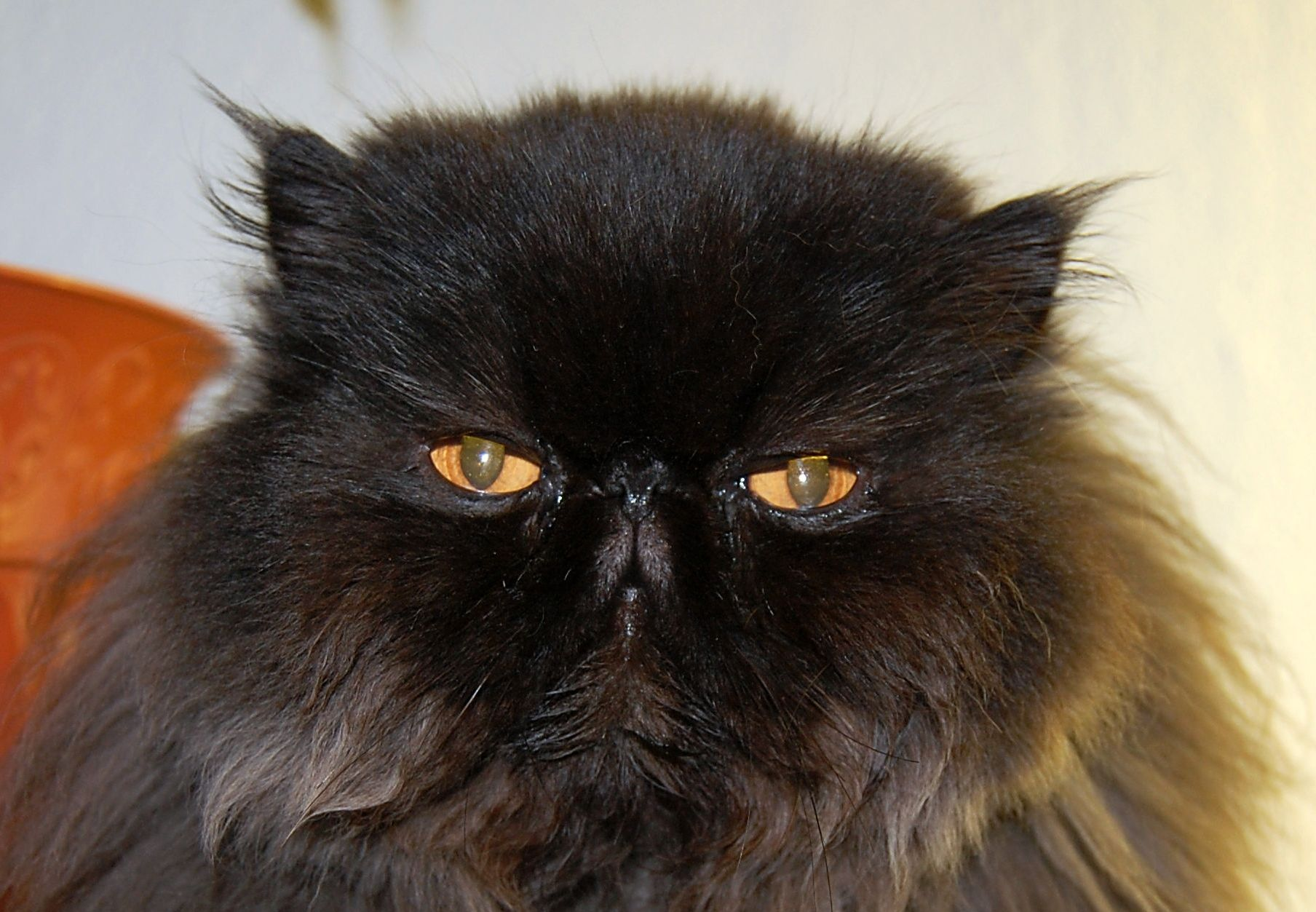
Gato persa negro (ojos naranja).

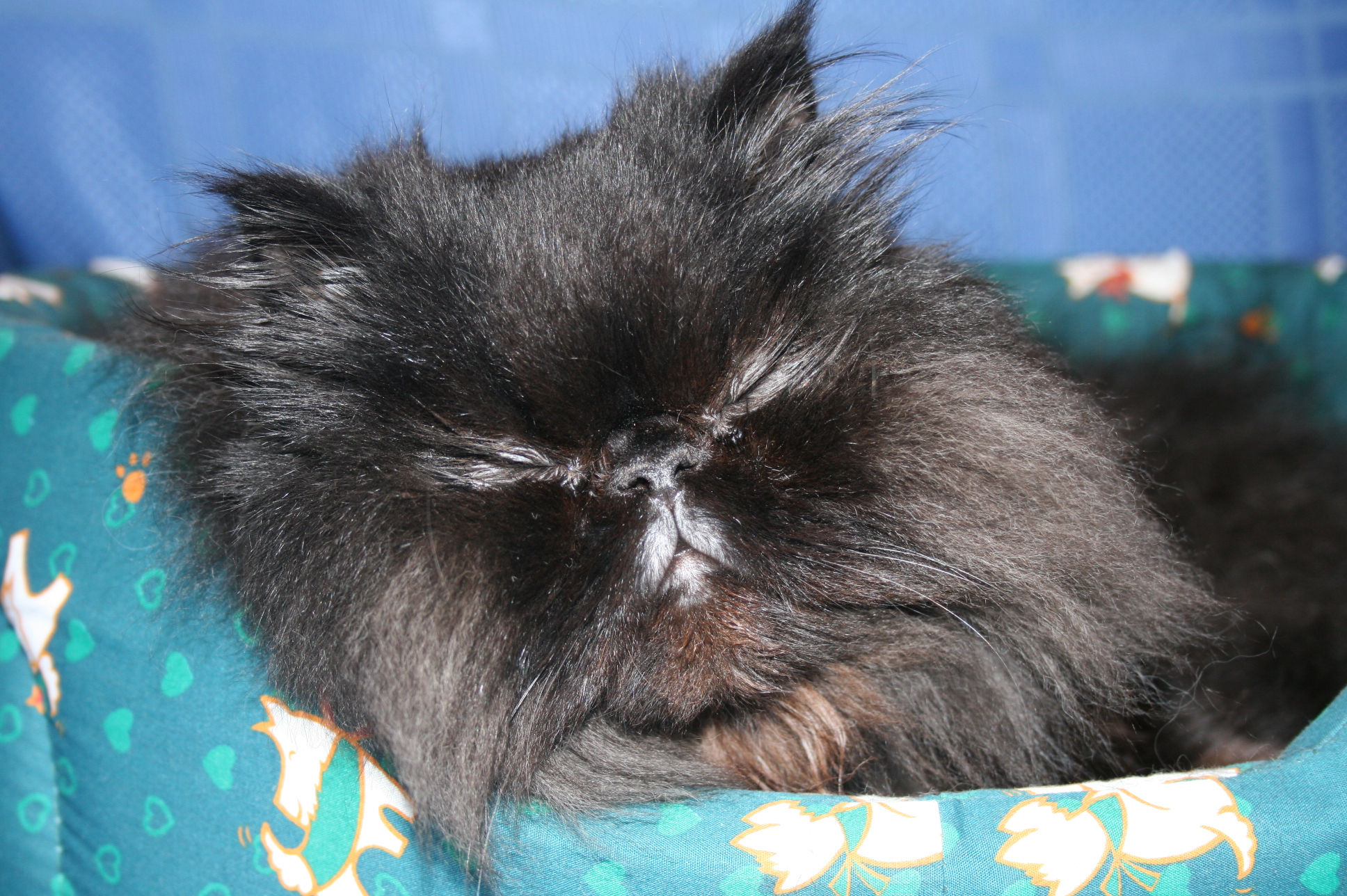
Gato persa negro.

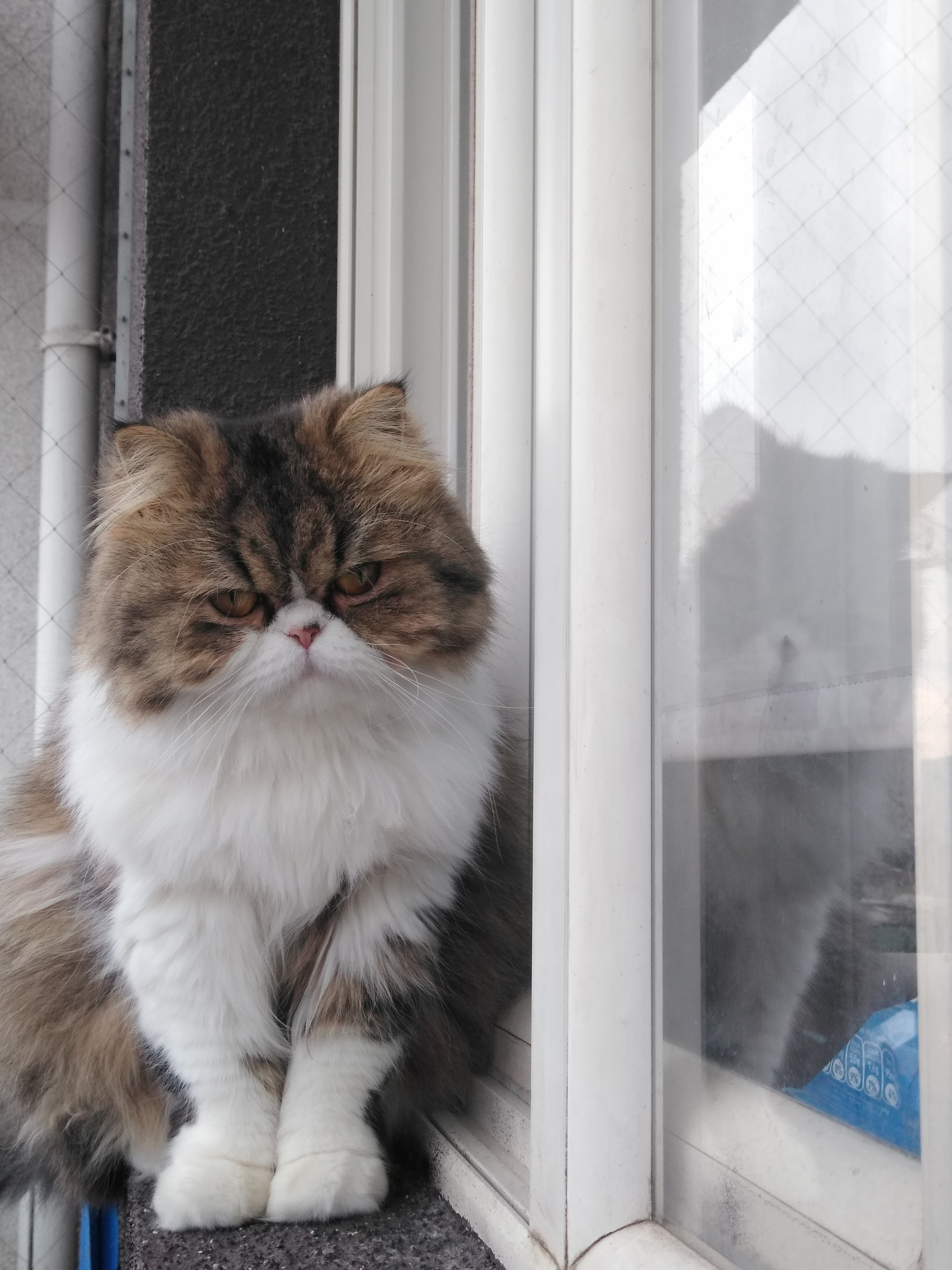
Gata persa carey.

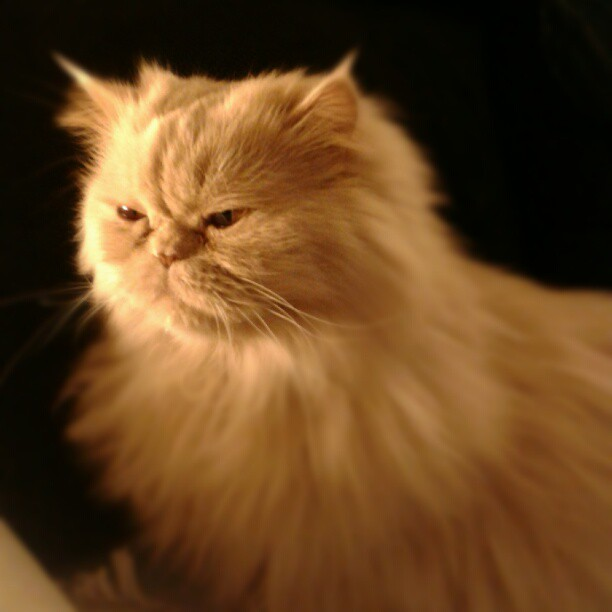
Cara de un gato persa.

- n.º 1a Persa negro (ojos naranja)

- n.º 2 Persa blanco (ojos azules)

- n.º 2a Persa blanco (ojos naranja)
- n.º 2b Persa blanco (ojos dispares)

- n.º 3 Persa azul
- n.º 4 Persa rojo
- n.º 5 Persa crema claro
- n.º 6 Persa ahumado negro

- n.º 6a Persa ahumado bleu
- n.º 6d Persa shell cameo
- n.º 6d Persa shaped cameo

- n.º 7 Persa jaspeado plateado
- n.º 8 Persa chinchilla
- n.º 9 Persa jaspeado rojo
- n.º 10 Persa jaspeado pardo
- n.º 11 Persa carey (negro, rojo, crema)
- n.º 12 Persa carey blanco

- n.º 12a Persa carey bicolor
- n.º 12b Persa azul carey blanco

- n.º 13 Persa azul crema

- n.º 13a Persa otros colores
- n.º 13b Persa colour point pelo largo

- n.º 13b1 Seal point
- n.º 13b2 Bleu point
- n.º 13b3 Chocolate
- n.º 13b4 Lila
- n.º 13b5 Rojo point y carey
- n.º 13b6
- n.º 13b7 Crema
- n.º 13b8 Blue
- n.º 13b9 Chocolate
- n.º 13b10 Lila

- n.º 13c Sagrado de Birmania o gato enguantado
- n.º 13d Gato turco

## Esterilización
Hay que tener especial cuidado con la alimentación de estos gatos, ya que tras la operación tienden a sufrir de sobrepeso. La obesidad en estos animales es muy grave.

## Relación con los humanos
Diversos estudios han demostrado que convivir con gatos aporta múltiples beneficios para la salud humana. Por ejemplo, la interacción con gatos puede reducir los niveles de cortisol, la hormona del estrés, y aumentar la producción de endorfinas, promoviendo una sensación de bienestar y relajación. Además, acariciar a un gato puede disminuir la presión arterial y reducir el riesgo de enfermedades cardiovasculares. También se ha observado que los dueños de gatos tienen niveles más bajos de colesterol y una mayor capacidad para concentrarse. Asimismo, la compañía de un gato puede aliviar la soledad y mejorar la salud mental, proporcionando apoyo emocional y reduciendo síntomas de depresión y ansiedad. 